# Papež Inocenc IV.
Papež Inocenc IV., rojen kot Sinibaldo Fieschi, je bil rimski škof (papež) Rimskokatoliške cerkve, * okrog 1195 Genova, Genovska republika, Sveto rimsko cesarstvo, † 7. december 1254, Neapelj, Sicilsko kraljestvo.

## Življenjepis
Sinibaldo Fieschi se je rodil v Genovi v palači plemičev Lavagna okrog leta 1195. Lavagna so bili ena najuglednejših plemiških genovskih rodovin, ki so imeli med svojimi člani ne le politično in gospodarsko vplivne može, ampak tudi ugledne cerkvene osebnosti. Ugledni strici v cerkvenih službah so pomagali mlademu Sinibaldu – ki je že v mladosti izgubil očeta – da je tudi sam napredoval v podobnem okolju. Stric Opizone (ali Obizzo), o katerem poročajo viri kot kanoniku v Parmi že 4. septembra 1178, je bil škof tega mesta od 1195 do 1224. Zato je pod njegovim mentorstvom nadebudni Sinibald začel šolanje v Parmi. 

Prvo znanstveno in nravno vzgojo je dobil že doma; šolanje je nadaljeval v Parmi in Bologni. Doktoriral je na Bolonjski univerzi in postal profesor cerkvenega prava ravno tam. Leta 1226 je omenjen kot avditor pri Rimski kuriji, 23. septembra 1227 kardinal-duhovnik pri San Lorenzo in Lucina ter 28. julija 1228 kancler (oziroma vice-kancler) rimske Cerkve; škof v Albengi ter papeški legat za Severno Italijo je postal 1235.

### Papež
Rim so pretresali stalni strankarski boji med gvelfi in gibelini; denar, ki ga je Friderik naropal po cerkvenih posestvih, je tukaj obilno delil in tako ljudi spridil. Kardinali so bili razgnani: večinoma so čemeli v cesarskih ječah, drugi pa so se skrivali po utrjenih krajih, saj so od cesarja najete saracenske tolpe pustošile okolirimske naselbine. Iz Nemčije je prišlo odposlanstvo prosit cesarja, naj pomaga pri obrambi ljudstva zoper mongolsko nevarnost; žal so morali tudi oni ugotoviti javno mnenje, da se cesar »bolj viteško bojuje proti mašnikom kot proti nevernikom«. Ko je po dolgem moledovanju kardinalov iz ječe le pustil ostijskega in palestrinskega kardinala-škofa, sta zbrala v Anagniju tovariše na papeške volitve. 
Po 19 in pol mesecih sedisvakance po smrti Celestina IV. so kardinali izvolili za papeža Sinibalda Fieschija v Anagniju 28. junija 1243, kamor so se umaknili pred neusmiljenim rimskim županom Orsinijem po Celestinovi smrti. 
Tako dolotrajne sedisvakance ni bilo že od časov Dioklecijanovega preganjanja kristjanov. Sedaj pa je Cerkev stiskal nemški cesar Friderik.
 
Že sama izbira imena je bila značilna; papeževo rojstno mesto Genova je bilo namreč na čelu proticesarske stranke, Inocenc III. pa je bil Henrikov bič. Kljub vsemu pa je cesar čestital izvoljencu in izrazil upanje, da ga bo njegova mati – to je Cerkev – kmalu zopet priznala za svojega sina. Pred svojimi prijatelji pa se je izrazil takole: „Med kardinali sem izgubil svojega starega prijatelja in zopet dobil sovražnega papeža, saj noben papež ne more biti gibelin.

Cesar se je torej izida volitev razveselil, saj je bil dotlej v dobrih odnosih s papeževo rodovino; to pa je ustrezalo tudi nujni potrebi po miru, kar pa je bilo odvisno od resnejše povezave med papežem in cesarjem. Po nekaj težavah in omahovanjih je to pripeljalo do mirovnega sporazuma dne 31. marca 1244. V njem je Friderik v glavnem sprejel papeževe zahteve tudi glede vrnitve Papeške države. Ko pa bi bilo treba sporazum uresničiti, se je pokazalo, da pravzaprav nasprotij nista premostila zlasti zato, ker sta obšla lombardsko vprašanje. Friderik je bil pripravjen zasedene dele Cerkvene države vrniti šele po odvezi od izobčenja, zato mu je papež odrekel odvezo in ga razglasil za krivoprisežnika. 

### Lyonski koncil
Cesarjeva hinavščina se je pokazala, ko je tajno spodbujal upore v Rimu in zavrnil izpustitev zaprtih prelatov. Rimljani so namreč upali, da bodo dobili ob papeški izvolitvi velikansko vsoto 60.000 mark, kot je bila starodavna navada. Papež se je čutil oviranega pri svobodnem delovanju zaradi navzoče močne cesarjeve vojske v rimski okolici in se - ne brez razloga - zbal za svojo osebno varnost; tudi zaradi nesoglasij v zvezi s Friderikovim odhodom na križarsko vojno se ni več čutil varnega v Rimu, iz katerega je skrivaj pobegnil v Sutri. Zato je sklenil s težkim srcem, da bo zapustil Italijo. Ko je bival v Sutriju, so mu na njegovo zahtevo Genovčani poslali ladjevje. Iz Sutrija se je odpravil prek gorovja v noči od 27 do 28. junija in odplul iz Civitavecchie na ladji proti Genovi. Oktobra je prispel v Burgundijo, decembra pa v Lyon, kjer se je zadržal naslednjih šest let. Tukaj je bival kot gost francoskega kralja Ludvika IX., da bi lahko uresničil svoje načrte: pripravil koncil in tudi križarsko vojno. Najprej je pripravljal vesoljni cerkveni zbor: napovedal ga je 3. januarja 1245 in začel 24. junija istega leta. 

V tem mestu torej, ki je sicer spadalo še pod oblast svetorimskega cesarja – vendar je bilo v resnici samostojno, je 1245 sklical 13. vesoljni cerkveni zbor, prvi lyonski vesoljni cerkveni zbor. Papež je imel pretresljiv uvodni govor, kjer je omenil pet ran, iz katerih krvavi Kristusova Cerkev: 
1. razvade, ki so se razpasle tako med prelati kot med verniki
2. odvrnitev hude nevarnosti Saracenov
3. grški vzhodni razkol in njegova ozdravitev
4. grozovitosti Tatarov na Ogrskem, kjer so pobili pol prebivalstva - in na Hrvaškem, Nemškem in Poljskem.
5. preganjanje Cerkve, ki ga počne cesar Friderik. To zadnjo rano je imenoval papež kot najbolj bolečo.

Mongoli so vpadli ne le na Ogrsko, ampak so ropali in morili tudi po nekaterih drugih delih Evrope. Na Bližnjem vzhodu so kristjani 1244 izgubili Jeruzalem. Na koncilu so obravnavali tudi zlorabe in razvade med duhovščino. 

### Protikralja
Posebno ostre obtožbe so letele na cesarja, ki ga je koncil tudi odstavil in 1245 proti njemu napovedal tudi križarsko vojno. V Nemčiji je papež podprl Friderikova protikralja. Najprej so v Veitshöchheimu na Majni 22. maja 1246 izvolili Henrika Raspeja Turingijskega, ki je umrl že 17. februarja 1247. Po njegovi hitri smrti pa so izvolili 3. novembra 1247 Viljema Nizozemskega. . Oba sta uživala malo podpore pri nemškem plemstvu. Cesar se pa tudi ni vdal, ampak je pustošil po deželi skupaj s sinovoma Ezzelinom in Enzijem, ki so ga končno ujeli, kar je Friderika le še razdražilo in spodbudilo k novim hudodelstvom. Ko je poražen hitel zbirati nova krdela, je nenadoma blizu Florence zbolel za črevesnim vnetjem in umrl 13. decembra 1250. Na smrtni postelji se je skrušeno spovedal in v oporoki skušal vsaj malo popraviti storjene krivice, nakar ga je neapeljski nadškof odvezal od izobčenja ter mu podelil svete zakramente. 

Papež pa je nadaljeval boje tudi s Friderikovim sinom Konradom , ki pa ga je kmalu po očetovi smrti – že 21. maja 1254 – pokosila mrzlica. Kljub medsebojnim nasprotovanjem je ob smrtni uri zaupal papežu varstvo nad svojim sinom, ki ga je Inocenc uspel še imenoval za sicilskega kralja malo pred svojo lastno smrtjo.

19. aprila 1251 se je papež Inocenc odpravil proti Italiji, kjer ga je ljudstvo sprejemalo z velikim navdušenjem kot osvoboditelja od trinoga; v Rim se je vrnil oktobra 1253. 

### Zveze z Mongoli
Papež ni imel sreče v sporu s cesarjem Friderikom, v križarski vojni je bil ujet francoski kralj Ludvik Pobožni. Kristjani so že 1244 dokončno izgubili oblast nad Jeruzalemom in je niso več obnovili. Papež je poskusil pokristjaniti Mongole, vendar pri tem frančiškani in dominikanci niso želi uspehov. Papežev načrt, da bi za krščanstvo pridobil Mongole in skupaj z njimi nastopil proti islamu, je propadel, pač pa je imel več uspeha v baltskih deželah. 

### Dela
Inocenc se je uveljavil kot odličen kanonist, ki je zapustil »Apparatus in quinque libros decretalium«, ki je izšel v tisku 1477 v Strassburgu in je doživel več ponatisov; imajo ga za najboljši komentar »Dekretalij« Gregorja IX. . Verjetno je njegovo tudi manjše delo »Apologeticus de iurisdictione Imperii et auctoritate Romani Pontificis«. Razvil je tudi domiselno teorijo o pravni osebi. Omenimo še njegovo zakonodajno delo »Decretales Innocentii IV«, ki so ga komentirali največji kanonisti 13. stoletja. Njegova pisma, 762 po številu, je izdal Rodenberg v zbirki "Mon. Germ. Epp. sæculi XIII", II (1887), 1-568.

Za izkorenitev herezij je določil 1252 inkvizicijo. Da bi preprečil zlorabe, je izdal stroga določila. Kljub temu je bila njena ustanovitev ena od njegovih najbolj ponesrečenih potez in je omogočala zlorabe, ker je med drugim dovoljevala uporabo nasilnih metod za izsiljevanje priznanja. 

## Smrt
Papež Inocenc je umrl v Neaplju 7. decembra 1254. Pokopali so ga v starodavno stolnico svete Restitute, ki so jo podrli 1294. Na začetku 14. stoletja je nadškof Umberto d'Ormont (1308-1320) dal prenesti grob v novo stolnico svetega Januarija. Sedanja grobnica je skoraj v celoti delo 16. stoletja, kakor tudi gisant . 